# Japalura sagittifera
Espèce
Japalura sagittifera est une espèce de sauriens de la famille des Agamidae.

## Répartition
Cette espèce se rencontre en Birmanie et en Arunachal Pradesh en Inde.

## Description
Cette espèce atteint de 50 à 53,3 mm pour les mâles et de 56,5 à 63,9 mm pour les femelles, sans la queue, cette dernière étant de 2 à 2,3 fois plus longue que le corps. Les mâles présentent une coloration bleu vif sur le dos.

## Publication originale
- Smith, 1940 : The Amphibians and Reptiles obtained by Mr. Ronald Kaulback in Upper Burma. Records of the Indian Museum, vol. 42, p. 465-486 (« texte intégral »(Archive.org • Wikiwix • Archive.is • Google • Que faire ?)).